# Oecetis inscripta
Oecetis inscripta là một loài Trichoptera trong họ Leptoceridae. Chúng phân bố ở miền Australasia.